# 8994 Kashkashian
8994 Kashkashian eller 1980 VG är en asteroid i huvudbältet som upptäcktes den 6 november 1980 av den amerikanske astronomen Brian A. Skiff vid Anderson Mesa Station. Den är uppkallad efter Kim Kashkashian.
Asteroiden har en diameter på ungefär 6 kilometer.